# 紀元前623年
紀元前623年（きげんぜん623ねん）は、西暦（ローマ暦）による年。紀元前1世紀の共和政ローマ末期以降の古代ローマにおいては、ローマ建国紀元131年として知られていた。紀年法として西暦（キリスト紀元）がヨーロッパで広く普及した中世時代初期以降、この年は紀元前623年と表記されるのが一般的となった。

## 他の紀年法
- 干支 : 戊戌
- 日本
  - 皇紀38年
  - 神武天皇38年
- 中国
  - 周 - 襄王29年
  - 魯 - 文公4年
  - 斉 - 昭公10年
  - 晋 - 襄公5年
  - 秦 - 穆公37年
  - 楚 - 穆王3年
  - 宋 - 成公14年
  - 衛 - 成公12年
  - 陳 - 共公9年
  - 蔡 - 荘侯23年
  - 曹 - 共公30年
  - 鄭 - 穆公5年
  - 燕 - 襄公35年
- 朝鮮
  - 檀紀1711年
- ユダヤ暦 : 3138年 - 3139年

## できごと

### 中国
- 晋が孔達を釈放し、衛に帰国させた。
- 晋軍が秦に侵攻し、邧と新城を包囲した。
- 楚軍が江を滅ぼした。

## 死去
- 成風（中国語版）